# Burg Treswitz
Die Burg Treswitz liegt in dem Ort Burgtreswitz, heute ein Teil des Oberpfälzer Marktes Moosbach. Die mittelalterliche Burg ist als Baudenkmal (D-3-6440-0048) in die Denkmalliste von Moosbach eingetragen. Ebenso wird sie als Bodendenkmal unter der Aktennummer D-3-6440-0048 im Bayernatlas als „archäologische Befunde und Funde des Mittelalters und der frühen Neuzeit im Bereich des Schlosses Burgtreswitz, zuvor mittelalterliche Burg“ geführt.

## Geschichte
Wie der Name Treswitz nahelegt, ist das Gebiet, in dem die Burg Treswitz liegt, zuerst von Slawen besiedelt worden. Im Hochmittelalter kam der Nordgau an die Grafen von Sulzberg, die eventuell diese Burg im frühen 12. Jahrhundert gründeten. Mit Gebhard III. von Sulzbach erlosch dieses bedeutende Geschlecht 1188 im Mannesstamm. Auf dem Heiratsweg, Gebhards Tochter  Elisabeth hatte Graf Rapoto geehelicht, kamen diese Besitzungen an das Geschlecht der Ortenburger. Dazu gehörte auch Murach, der dortige Zweig der Ortenburger nannte sich von Ortenburg-Murach.

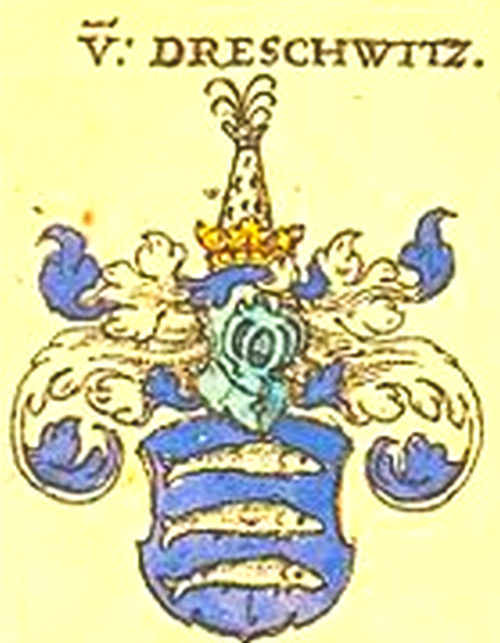
Wappen der Draeswitz nach Siebmachers Wappenbuch von 1605

In einer Urkunde vom 8. März 1232 ist als ortenburgischer Ministeriale ein „Pernold der Jüngere, Sohn des Pernoldus von Draeswitz“, genannt. In einer weiteren Urkunde von 1255 wird als Zeuge  „Siboto von Dreswitz“ erwähnt. Pernold der Jüngere ist vor dem 20. November 1256 verstorben. Seine Söhne Otto, Jordanus, Pernoldus, Martinus und Zezerna de Dreswitz sind durch Schenkungen an das Kloster St. Emmeram und die Propstei Böhmischbruck belegt. Das Domkapitel Regensburg nahm diese Brüder in seinen Schutz.
Ihren ersten Sitz hatten die Herren von Treswitz in Altentreswitz; der dortige Burgstall stammt aus dem 11. Jahrhundert und ist später durch die Kirche St. Matthäus überbaut worden. Die Treswitzer verlagerten ihren Wohnsitz in das nahe gelegene Burgtreswitz. Die Besitzungen in Altentreswitz und Burgtreswitz schenkte Bernold von Treswitz um 1256 der Kirche Mariä Himmelfahrt in Böhmischbruck. Im gleichen Jahr schenkte Bernoldus miles de Dreaswitz dem Domkapitel Regensburg seinen Besitz in Böhmischbruck; seine Söhne Otto, Jordan, Pernold, Martin und Zezerna von Treswitz traten ihre Vogtei über Böhmischbruck an das Kloster St. Emmeram ab. Nach dem Verkauf an die Wittelsbacher zogen die Treswitzer nach Hohentreswitz, besaßen in Burgtreswitz aber noch Ländereien. Im 16. Jahrhundert ist dieses Geschlecht in Rothenstadt ausgestorben.
Graf Rapoto IV. von Ortenburg-Murach verkaufte am 6. November 1272 seine Besitzungen zwischen Donau und Böhmerwald an Herzog Ludwig II. aus dem Geschlecht der Wittelsbacher. Aus dem Herzogsurbar von ca. 1280 über das Viztumamt „jenseits der Donau“ geht hervor, dass dazu auch Treswitz gehörte. Noch in der zweiten Hälfte des 13. Jahrhunderts sind Einkünfte aus der Burg Draeswitz (der „zurückgegebenen  Burg in Treswitz“, lat. Redditus castri) im Urbar des Viztumamtes Lengenfeld genannt. Als Zugehörungen zur Burg sind die Ortschaften Moosbach, Ödpielmannsberg, Tröbes, Burgtreswitz, Gebhardsreuth, Ragenwies und Waltenrieth ausgewiesen. 1304 wurde als erster Pfleger Konrad II. von Paulsdorf genannt.
Im Hausvertrag von Pavia von 1329 wird auch die Burg Treswitz genannt, die bei diesem Teilungsvertrag an die Pfalzgrafschaft bei Rhein fiel. Nach dem Ableben des Pfalzgrafen Rudolf II. drängte Pfalzgraf Ruprecht II. auf ein eigenes Fürstentum, wie es ihm nach seinem Vater Adolf von der Pfalz zustand; das wurde ihm am 18. Februar 1338 durch Kaiser Karl IV. bestätigt und Treswitz kam mit anderen Ortschaften (Nabburg, Neunburg vorm Wald, Murach) an ihn. In diese Zeit fiel auch die Bildung eines Pflegamtes Treswitz, dem die Urbarämter Eslarn, Waidhaus und Treswitz zugeordnet waren. Am Fürstentag von Passau am 17. Juli 1353 wurde Burg Treswitz an Kaiser Karl IV. verpfändet. 1353 ist als erster Richter Otto der Zenger nachgewiesen. Bei einer erneuten Landesteilung unter den Söhnen des nachgefolgten Ruprecht III. von der Pfalz fiel das Pflegamt Treswitz 1410 an den Pfalzgrafen Johann von Pfalz. Nach seinem Tod († 1443) wurde sein Sohn Christoph III., der durch Heirat auch König von Schweden (1441), Dänemark (ab 1440) und Norwegen (ab 1442) war, sein Nachfolger. Als Pflegsverwalter setzt er Hans von Parsberg und Hans von Wildenstein ein. Die Pfleger von Treswitz übten nur die niedere Gerichtsbarkeit aus, die Blutgerichtsbarkeit wurde vom Landgericht Nabburg und ab 1441 vom Landgericht Neunburg vorm Wald ausgeübt. Treswitz gehörte bis 1499 zum Herzogtum Pfalz-Neumarkt. Nach dem plötzlichen Tod  Christophs III. kam die Obere Pfalz an Otto I. Er verpfändete Burg und Amt Treswitz an den früheren Pfleger Hans von Pleystein. Unter Otto II. musste der neue Pfleger Georg Zenger schriftlich bestätigen, dass er die Schuld von 800 Gulden an die Witwe des verstorbenen Hans von Pleystein entrichtet habe. Ab 1520 begann unter dem Pfleger Hans Degenreuter die Baurechnung der Burg.
1518 hatte die Burghut in Treswitz der Kaspar Grunschilt, der auch die Landsassenfreiheit besaß. Seine Nachfolger wurden der Hammermeister Hermann Eschenbegk und danach seine fünf Söhne Balthasar, Hans, Hans, Sebastian und Jörg. 1545 kam die Burghut an Paul Ott, dem aber die Landsassenfreiheit nicht mehr zustand. 1543 verlieh Friedrich II. dem Pflegamt ein Wappen, das heute das Wappen von Moosbach in der Oberpfalz ist.

Wappen des Pflegamtes Treswitz und heute der Gemeinde Moosbach

Ab 1585 erhielt das Amt Treswitz auch die Hohe Gerichtsbarkeit; diese wurde damals von dem Administrator der Kurpfalz, Pfalzgraf Johann Casimir, allen Pflegern und Richtern zugebilligt. Die Richtstätte befand sich nordöstlich von Burgtreswitz auf den Galgenfeldern. 1594 erfolgte der Zusammenschluss der Pflegeämter Treswitz und Tännesberg mit Sitz in Burgtreswitz. Die Ämtervereinigung bezog sich auf die Hochgerichtsbarkeit, die von dem Oberamtmann in Burgtreswitz ausgeübt wurde, ein Richteramt bestand in Tännesberg weiter, ebenso in Eslarn und in Waidhaus. 1610 war Christoph von Crailsheim Pfleger. Am 1. Juli 1620 wurde der Pfleger Georg Friedrich von Landersheim zu Eigelberg zum Kapitän des Fähnleins Treswitz ernannt.
Unter dem pfälzischen Feldherrn Philipp von Mansfeld sollte der Vormarsch bayerischer Truppen unter Feldmarschall Tilly unterbunden werden, was nicht gelang. 1623 wurde die Oberpfalz und somit auch Treswitz an Kurfürst Maximilian verpfändet und ihm 1628 dauerhaft zugesprochen, Treswitz wurde demzufolge ein kurbayerisches Pflegamt und Gericht. 1622 wurden zwei Kompanien spanischer Reiter in der Burg einquartiert und richteten großen Schaden an, die Amtsräume wurden verwüstet und das Archiv wurde in Brand gesteckt. Damals wurde der Sohn des Pflegers von Kötzting, Mathias Rosenhammer, hiesiger Pfleger. 1632 berichtete der seit 1628 im Amt befindliche Pfleger Hans Jacob Schad, dass 30 Mann des Eckmühl‘schen Fähnleins unter seinem Kommando in der Burg einquartiert seien. Damals wurde die Reitstallung repariert, die Toranlage verbessert und eine zusätzliche Palisadenbefestigung geschaffen. 1634 wurde die Burg auf Befehl des Grafen von Wahl völlig abgebrannt (s. u.). 1641 konnte der Pflegsverwalter Georg Weyermüller in das Viehhaus der nicht ganz abgebrannten Vorburg ziehen. Noch 1650 beklagte sich der Pfleger Christoph Albrecht von Sazenhofen, er müsse in der Burg wie ein Bauer hausen, die Küche befinde sich im Flez des Viehhauses und das sei einem Pfleger nicht würdig. 1652 bedrängte der Pfleger Albert von Sazenhofen die Regierung um Mittel für einen Wiederaufbau des Schlosses, unterstützt wurde er dabei von seinem Schwager Nothafft von Weißenstein, damals Rentmeister in Amberg.

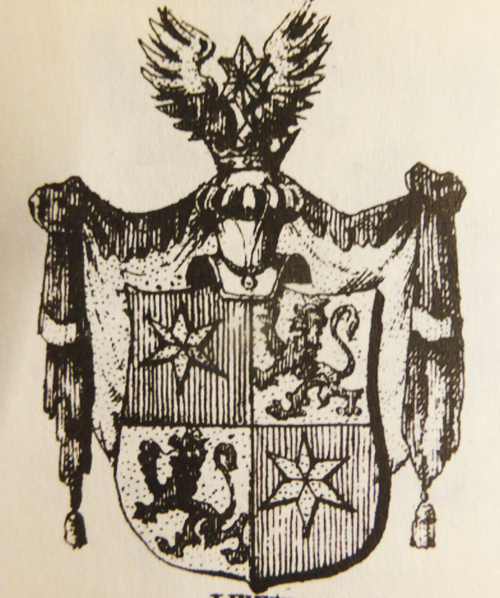
Wappen der Freiherrn von Lichtenstern nach Siebmachers Wappenbuch

Unter den Freiherrn von Lichtenstern, die als Pfleger im 18. Jahrhundert tätig waren, erlebte Treswitz einen großen Aufschwung, der mit der Schaffung eines Landgerichts seinen Höhepunkt (1799) hatte. Die Lichtenstern wurden am 9. März 1753 in den Freiherrenstand erhoben. 1708 wurde ranz Christoph Reisner von Lichtenstern (verheiratet mit Anna Korona Katharina Freiin von Asch) aus Hauzendorf der erste Amtsinhaber aus dieser Familie. 1738 übergab er sein Amt seinem Sohn Franz Ferdinand (* 1710 in Burgtreswitz; † 1763; verheiratet mit Freifrau Rummel von Waldau); dieser wurde von Kurfürst Maximilian III. Joseph 1753 in den Reichsfreiherrenstand erhoben. 1763 wurde Franz Emanuel von Fernberg auf Gröbenstädt zum Pfleger bestellt, der damalige Gerichtsschreiber Giehrl von Sonnenberg ließ die Statue des Heiligen Nepomuk bei der Pfreimdbrücke errichten. 1770 war Johann Michael Franz von Wildenau auf Köblitz der Pflegsverwalter. In seiner Amtszeit fielen große Mauerteile bei der Toreinfahrt ein.

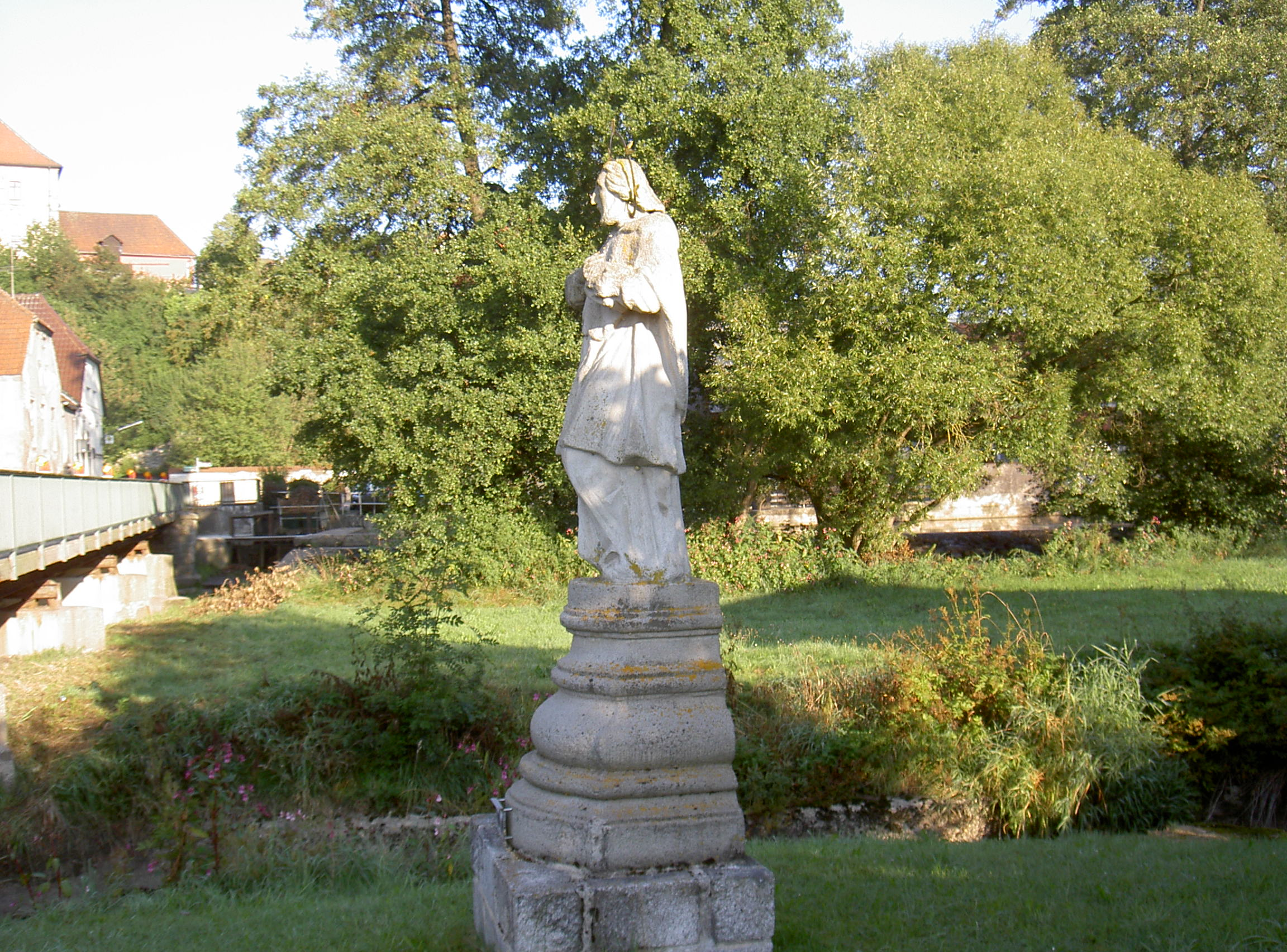
Nepomukstatue an der Pfreimdbrücke in Burgtreswitz

Franz Marquard von Lichtenstern (* 1748; † 1807 in Nabburg; verheiratet mit Freifrau Meichsner von Alkofen), Sohn des Franz Ferndinand',  wurde 1772 bis 1802 Pfleger in Treswitz. Der Einzugsbereich des Landgerichts umfasste damals die Orte Vohenstrauß, Moosbach, Pleystein, Eslarn, Waidhaus, Tännesberg, Waldthurn und Leuchtenberg.
Erwähnenswert ist auch Karl Franz Reiser Freiherr von Lichtenstern (* 14. August 1776 auf Burg Treswitz; † 24. Mai 1864 in Amberg), der mit 27 Jahren Landrichter (1803–1861) in Nabburg und danach in Parkstein wurde; dort übernahm er ein Hochgericht, zudem war er Oberst der Landwehr. Sein Grabmal befindet sich in Neustadt an der Waldnaab. Er wurde bekannt durch seine eigenwillige Rechtsprechung: So übergab er einen wegen Totschlags Verurteilten zur Strafe der Witwe des Erschlagen, um die Feldarbeit zu verrichten; auch war er großzügig, wenn Notleidende Feldfrüchte gestohlen hatte, hingegen wollte er die Prügelstrafe nicht abschaffen, auch wenn er deswegen von der übergeordneten Behörde gerügt wurde. Er ist auch bekannt für den von ihm angeordneten Wiederaufbau von Floß nach dem Brand von 1813: Da sich die Bürger nicht einigen konnten, ließ er kurzerhand Grund und Boden enteignen und befahl, große und breite Straßen anzulegen und alle Städel an den Ortsrand zu verlegen, um einem erneuten Brand vorzubeugen. Floß erhielt dadurch ein städtisches Gepräge mit gepflasterten Straßen und mit Linden- und Kastanienbäumen bepflanzten Plätzen.
1803 wurde das Landgericht Treswitz durch die Kurfürstliche Landesdirektion in der oberen Pfalz zu Amberg neu organisiert, aber mit Reskript des Staatsministers Maximilian von Montgelas vom  16. März 1809 wurde das Landgericht Treswitz in das nahegelegene Vohenstrauß in die Friedrichsburg verlegt.

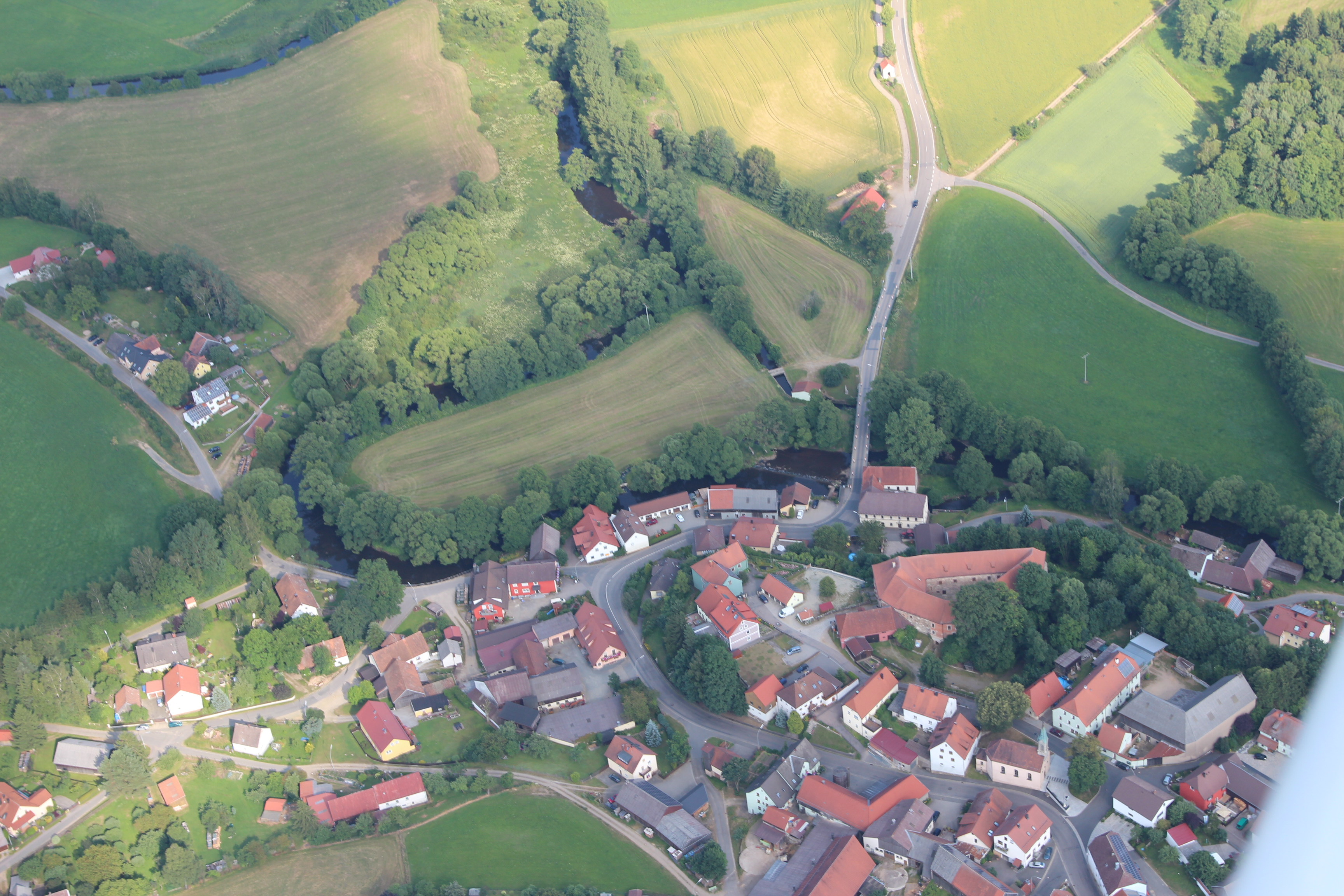
Luftbild von Burgtreswitz, Mitte rechts ist die Burg Treswitz zu sehen

Am 12. November 1810 wurde die Burg von der Marktgemeinde Burgtreswitz erworben, diese verkaufte 1813 den Nordwestflügel sowie die Burgkapelle an den Prälaten des säkularisierten Klosters St. Mang Magnus Singer von Regensburg weiter. Der veräußerte wertvolle Inventarstücke des Gotteshauses. 1814 erwarb der Gastwirt Adam Ulrich die Pflegerwohnung im Ostteil der Burg und den Schlossanteil des Prälaten. Das von ihm zuvor erworbene Kommunbrauhaus transferierte er auf das Schloss. 1819 wurde das Gebäude an den Tavernwirt Johann Bodensteiner und seinen Sohn Georg verkauft. In dem folgenden Jahrhundert wurde die Burg als landwirtschaftlicher Betrieb, Brauerei und Gasthof genutzt. Am 4. August 1819 erwarb der Schwiegersohn Wolfgang Schön aus Biberach das Schloss und errichtete dort eine Brauerei. Im südlichen Gebäudetrakt ließ er einen Lagerkeller für das Bier errichten. Sein Sohn Michael übernahm als Nachfolger den Betrieb. Auf ihn folgte wieder dessen Sohn Johann, der 1918 einen Eiskeller unter der ehemaligen Burgkapelle errichten ließ. Die Schlossbrauerei versorgte sechzig Gasthäuser in der Umgebung mit Bier, der kalte Steinkeller, zwei Etagen unter dem Schloss, gab die Gewähr für stets kühles Bier. Am 15. September 1928 übernahm der Schwiegersohn Georg Kick das Anwesen. Nach der Aussiedelung von Adelheid und Georg Kick ging dieses 1937 wieder an Mathilde Schön (geborene Gressmann) über. 1938 stellte der Familienbetrieb Schön die Brauerei ein. 1942 erwarb der Berliner Jurist Karl Alfred Krüger das Schloss. Am 26. Mai 1983 konnte der Markt Burgtreswitz im Vorkaufsrecht das arg heruntergekommene Gebäude erwerben.
Ab 1986 wurden umfangreiche Sanierungsarbeiten in die Wege geleitet, die von einem lokalen Förderverein unterstützt wurden. Das wieder hergestellte Schloss wird durch etliche Veranstaltungen revitalisiert wie Burgfeste, Weinfeste, Sängertreffen, Konzerte, Volksmusikabende, Stummfilmabende und Kinderferienprogramme. Die Veranstaltungen finden entweder im Schlosshof oder im Fletz im Gebäudeinneren statt. Im Torbau ist ein öffentliches Museum eingerichtet.

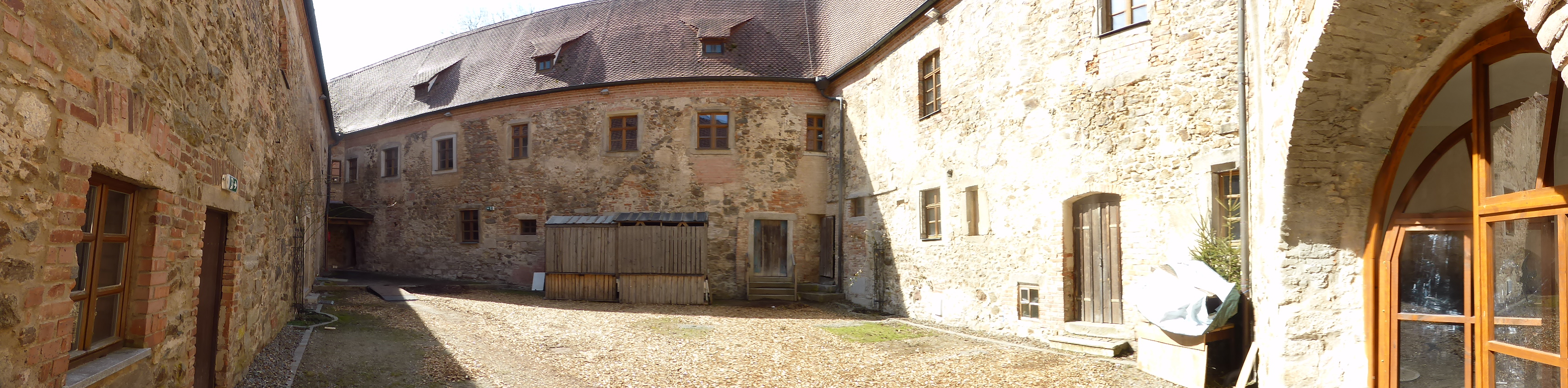
Innenhof von Schloss Burgtreswitz

## Der Förderverein
Eine umfassende Sanierung des Schlosses mit geschätzten Kosten von weit mehr als fünf Millionen Euro war für kommunale Träger nicht zu stemmen. 1985 wurde mit Hilfe der Gemeinde Moosbach der Förderverein gegründet. Bis heute wurden von den Mitgliedern des Vereins etwa 46.000 Arbeitsstunden ohne jede Bezahlung geleistet.
Als besondere Ziele sind in der Satzung aufgeführt:
- Förderung der Erhaltung und Restaurierung des Schlosses
- Erhaltung des Eigentums der öffentlichen Hand
- Zuführung des Schlosses zur kulturellen und heimatkundlichen Nutzung
- Intensivierung der Geschichtsforschung
- Weckung des öffentlichen Interesses für die Belange des Schlosses

Der „Bautrupp“ des Fördervereins ist besonders beachtenswert. In den unentgeltlichen Arbeitsstunden hat er die Voraussetzungen dafür geschaffen, dass heute die Nutzung des Schlosses überhaupt möglich ist. So entrümpelte der Bautrupp das gesamte Schloss und das Grundstück. Er errichtete im Dachgeschoss Holzstege, baute Treppen und neue Fußböden ein, setzte neue Fenster, renovierte die Gaststube, verlegte in mühevoller Arbeit das Granitpflaster im Torbau, errichtete eine WC-Anlage, schuf die Museumsräume und vieles andere mehr.
Durch diese Arbeiten gelang es dem Förderverein, das Schloss wieder mit Leben zu erfüllen. Es gilt heute als kultureller Mittelpunkt der Marktgemeinde Moosbach.
Dem Verein wurden bereits diverse Preis und Ehrungen zuteil, so wurde der Förderverein Schloss Burgtreswitz e. V." im Jahre 2006 mit dem Kulturpreis des Landkreises Neustadt an der Waldnaab ausgezeichnet. 2008 folgte die Verleihung des Ehrenzeichens des Ministerpräsidenten für Verdienste im Ehrenamt durch den Neustädter Landrat an den Bautrupp. Am 28. Juli 2009 wurde der Förderverein mit dem Denkmalpreis der Hypo-Kulturstiftung ausgezeichnet.

## Burg- und Schlossgebäude
Die baugeschichtliche Überlieferung beginnt er im frühen 16. Jahrhundert. 1520 hat der Pfleger Hans Degenreutter eine heute noch erhaltene Amtsrechnung vorgelegt; die Degenreutter (auch Tedenreuter genannt) waren zuvor in Hopfenohe ansässig und Hans Degenreutter ist auch 1497 wegen eines Streit zwischen der Herrschaft Pfraumberg wegen der Fischereirechte im Pfrentschweiher bekannt. Auch unter dem Pfleger Jörg von Brand sind Renovierungsarbeiten zwischen 1522 und 1528 bekannt. Diese standen in Zusammenhang mit dem Besuch von dem pfälzischen Statthalter in der Oberpfalz, Friedrich II., und seines Bruders Johann auf der Reise nach Prag im Jahr 1525. In ihrem Gefolge befanden sich 138 Reiter, die in der Gemeinde und in Moosbach untergebracht und verpflegt werden mussten. In den Rechnungen werden Reparaturen erwähnt für die Hauptburg, Stallungen, Vorhof, Zugbrücke und Wassergraben; eine Fischtruhe und eine Tränke wurden angeschafft. 1520 wurde das Tor mit Eichenschwellen, einem Fallgitter und einer neuen Kette zum Aufziehen der Zugbrücke und neuen Türangeln ausgestattet. 1524 wird auch der „hohe Turm“ genannt, auf dem das „Schlengl“ (eine kleine Feldschlange) stand; das Eisen für die Kanonenkugeln wurde vom Hammerwerk Altentreswitz geliefert. 1529 ist ein Wehrgang vorhanden. 1523 sind ein Burggefängnis und der Einbau von einer Schießscharte nachgewiesen. Die Fenster der Burggebäude werden mit „venezischen Scheiben“ verglast. Das äußere Tor wurde 1525 angelegt. 1529 wird wegen besserer Feuersicherheit die Registratur eingewölbt sowie mit Fenstergittern und besseren Türen versehen. 1591 verlangte die Regierung in Amberg den Nachweis über verbaute „Paugelder“; diese Bauarbeiten standen eventuell in Zusammenhang mit der Zusammenlegung der Ämter Treswitz und Tännesberg.

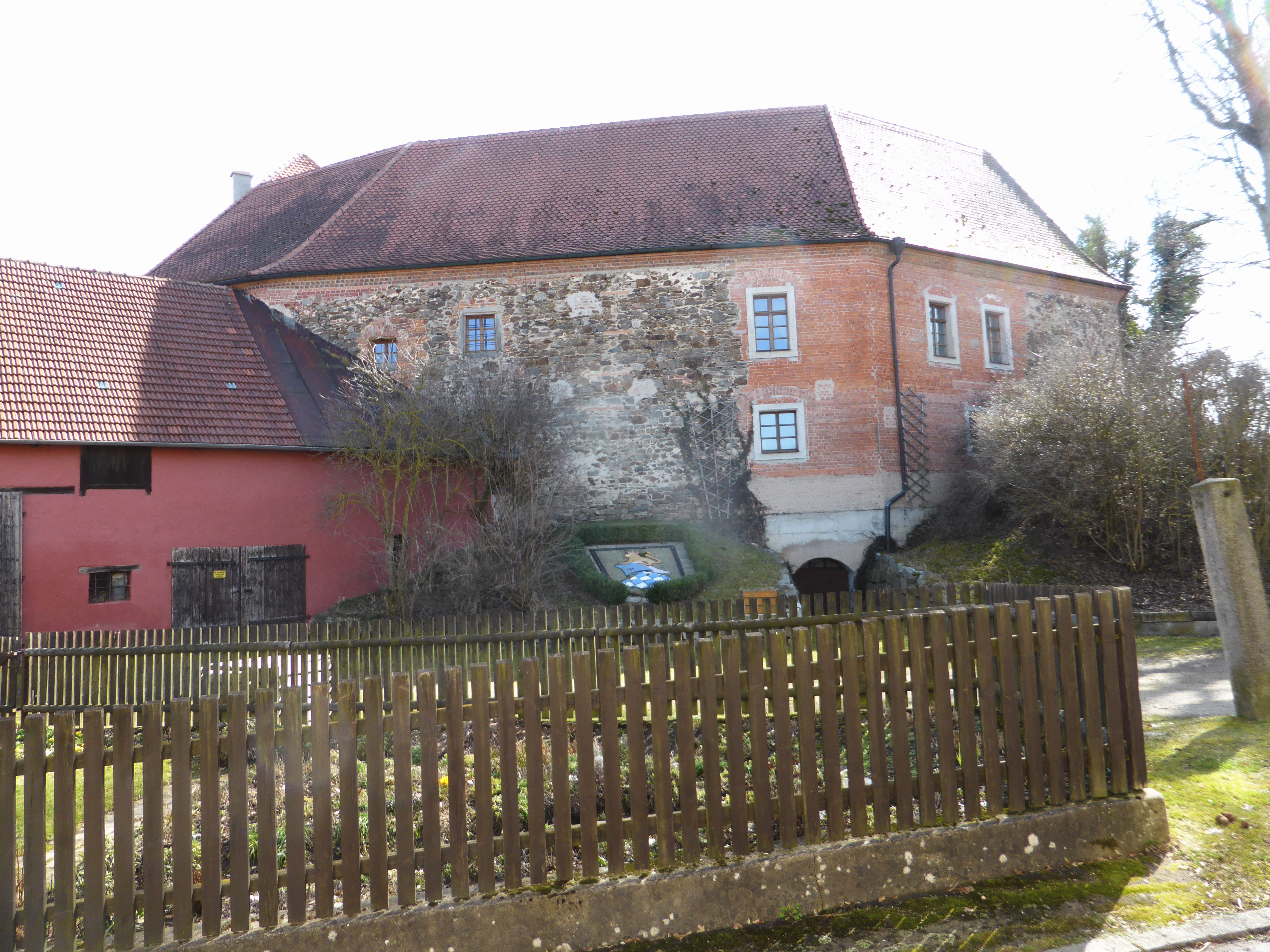
Schloss Burgtreswitz – Außenansicht

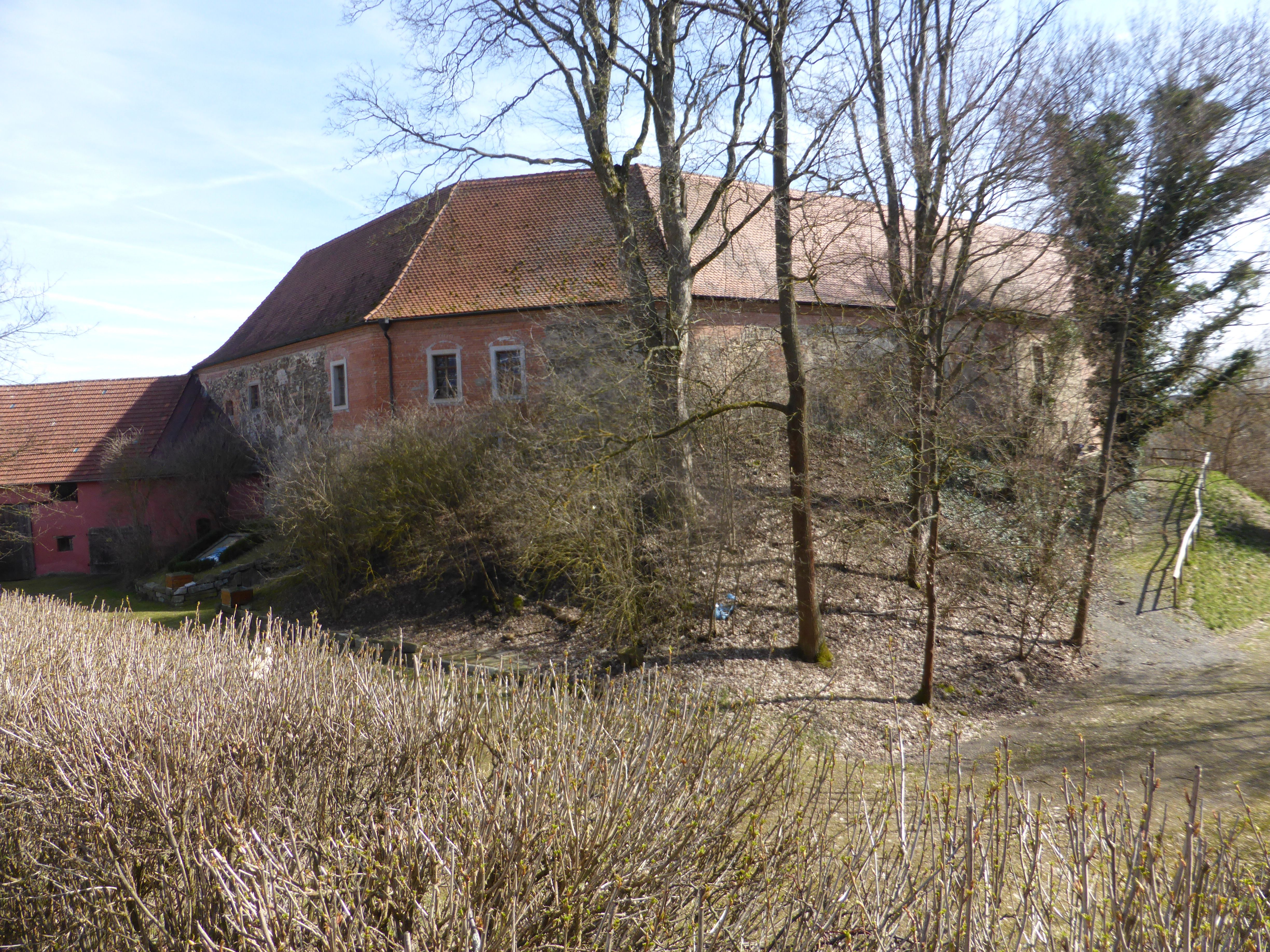
Schloss Burgtreswitz – Außenansicht

Im Dreißigjährigen Krieg wurde die Burg 1634 auf Befehl des Amberger Stadtkommandanten Graf von Wahl weitgehend und mitsamt all den dort gelagerten Vorräten zerstört. 1633 waren Truppen der Protestantischen Union unter dem Kommando des Bernhard von Sachsen-Weimar im Amt Treswitz eingefallen. Auf Befehl von Graf von Wahl sollte es den heranrückenden feindlichen Truppen unmöglich gemacht werden, in Treswitz in das Winterquartier zu gehen. Der Pfleger Schad konnte danach die Burg nicht mehr benutzen und musste für mehrere Jahre nach Moosbach ziehen. Am 16. April 1653 genehmigte die Regierung in Amberg die Wiederherstellung des vorderen Stockes, bei dem das Gemäuer noch stand, um im Parterre eine Registratur, in der Mitte des Oberstocks eine Amts- und Verhörstube und darüber einen Kasten für das Gültgetreide zu errichten. Der Wiederaufbau zog sich danach in mehreren Abschnitten über Jahrzehnte hin. 1664 stürzte unter dem Pflegsverwalter  Bartholomä Göring ein 38 m langes und 14 m hohes Mauerwerk ein, erst 1669 konnte dieses wieder aufgerichtet werden („Neuer Bau“). 1674 erfolgt der Einbau eines Backofens. 1684/85 erfolgte die nächste Bauphase unter Pflegsverwalter Christoph von Wolfeisen mit der Fertigstellung eines 54 m langen und 10 m breiten Daches. 1690 wurde die erste hl. Messe in der neuen Schlosskapelle „Zur Unbefleckten Empfängnis“ gefeiert. 1698 wird die Burg durch die Errichtung einer Pferdestallung und den Einbau von Gewölben verbessert. 1701 wird der Schlossstadel abgetragen und vollkommen neu aufgebaut.
Anfang des 18. Jahrhunderts war das Schloss wieder in einen schlechten Zustand geraten, aber erst 1732 erlaubte die Hofkammer in München Dachreparaturen; aus Geldmangel musste die Bevölkerung Scharwerk leisten. Durch die gestiegenen Baukosten von 1636 auf 3381 Gulden geriet der Pfleger Franz Christoph  Reisner von Lichtenstern in Bedrängnis. Durch einen Orkan (1756) und Hagelschäden (1767) wurden bald wieder große Schäden angerichtet. 1786 wurden Baumaßnahmen gestattet, in deren Verlauf der Turm abgebrochen und ein neues Torgewölbe (heute noch mit der Jahreszahl 1786 versehen) errichtet wurde. Zudem wurden 24 Dachgauben eingebaut und Flachziegel aufgelegt. Allerdings kam es 1791/92 zu weiteren Sturmschäden, deshalb entschloss sich das Generalkommissariat des Naabkreises am 16. März 1809, den Amtssitz in die Friedrichsburg von Vohenstrauß zu verlegen und das Schloss Treswitz an den Markt Burgtreswitz zu verkaufen.

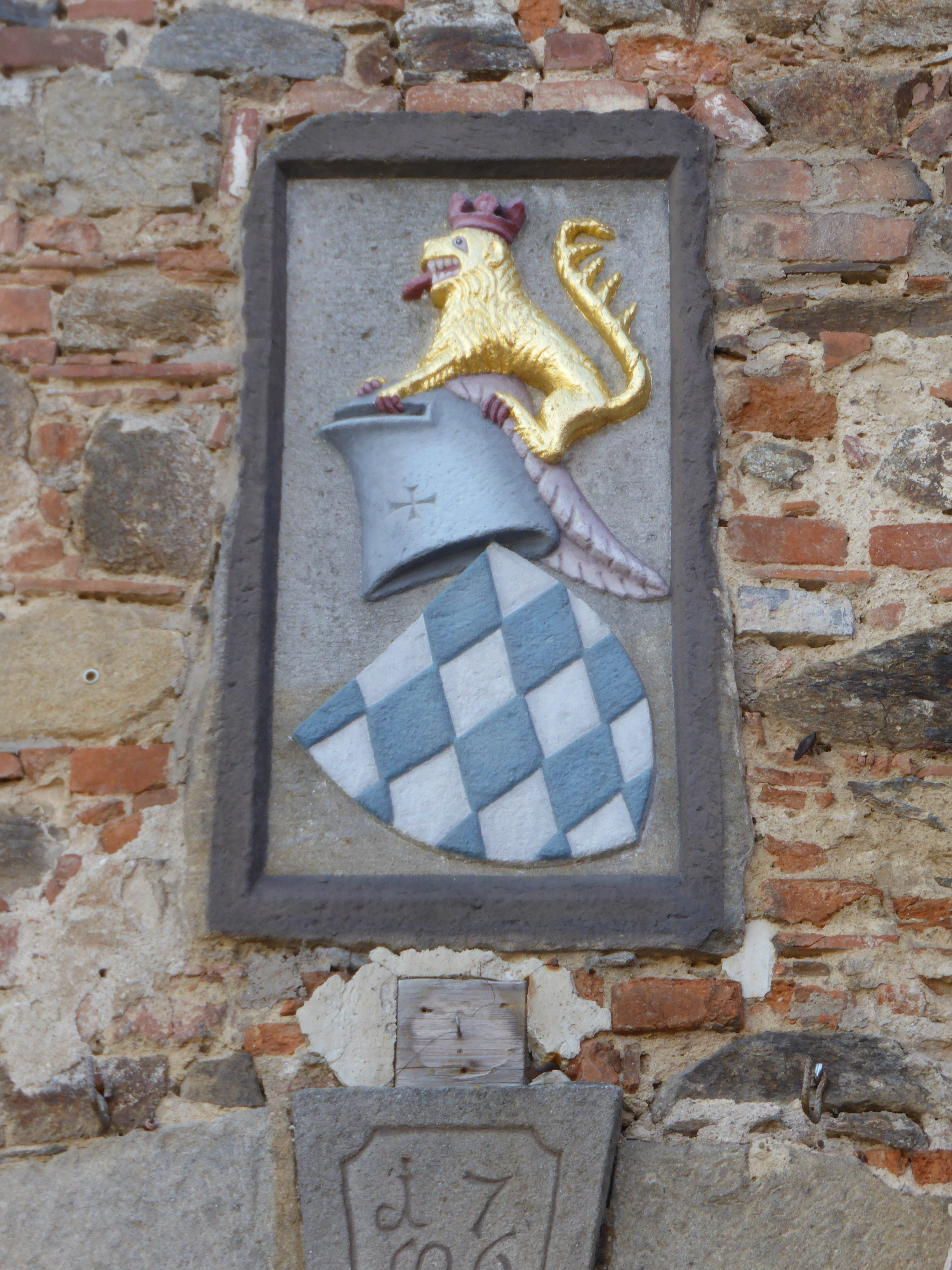
Wappen der kurpfälzer Wittelsbacher oberhalb des Burgtores

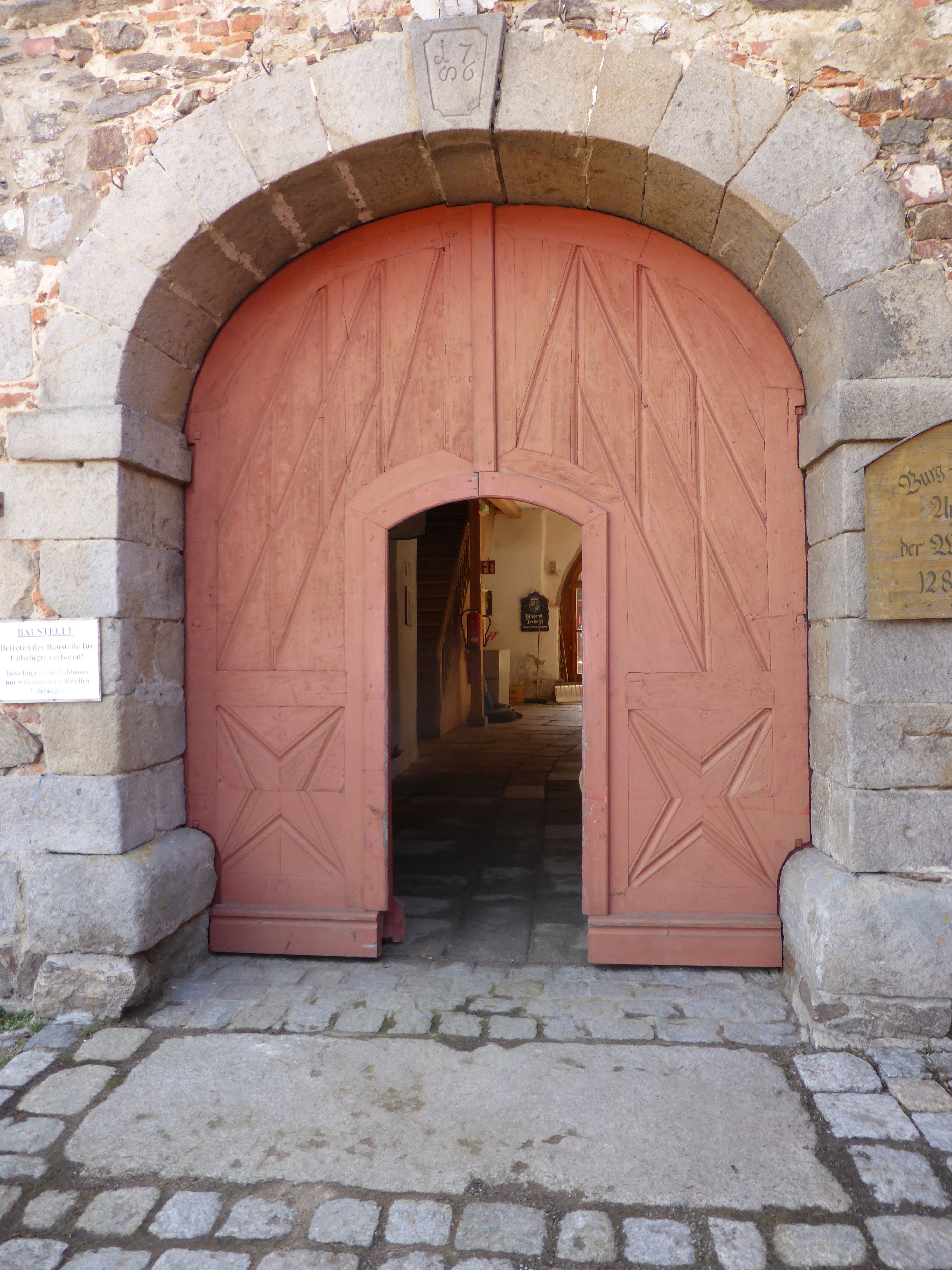
Burgtor von Burg Treswitz

## Baubeschreibung
Das Schloss ist ein zweigeschossiger, in etwa dreiflügeliger Bau mit einem Satteldach um einen geschlossenen Innenhof. Durch das nördlich gelegene und mit einem Walmdach gedeckte Torhaus ist eine Seite abgeknickt, sodass der Innenhof ein unregelmäßiges Trapez bildet. Das Schloss war nach Süden durch einen steilen Abhang gesichert, nach Westen und Nordwesten war ein Graben angelegt. An der Südspitze war der ehemalige Bergfried. Der Torbau ragt etwa 3 m aus der Mauerflucht heraus. Das Eingangstor ist ein hölzernes Sterntor mit den Initialen der Herren von Lichtenstern. Über dem Torbogen (mit 1786 datiert) befindet sich ein gotisches, kurpfälzisches Wappenrelief von ca. 1340. Die westliche Mauer stammt aus der Entstehungszeit der Burg, die östliche ist der barocken Bauphase zuzuordnen (um 1650). Links vom Torturm gelangt man in die ehemalige Gaststube mit Kreuzgratgewölben und einem Schlussstein der Lichtensterner (sechszackiger Stern). In diesem Bereich war vor den Zerstörungen im Dreißigjährigen Krieg die Burgkapelle untergebracht. Die Kapelle wurde Ende des 17. Jahrhunderts in den südlichen Teil des Schlosses verlegt. Im 19. Jahrhundert wurde auch diese Kapelle „Zu unserer lieben Frau“ für Zwecke der Brauerei genutzt. Die Südwestecke stürzte 1930 ein und wurde mit Ziegeln neu erbaut (gotischer Mauerrest im Sockel).